# AGORA – Művelődési és Sportház
Az AGORA – Művelődési és Sportház Szombathely legnagyobb befogadóképességű kulturális intézménye. 2007. július 1-től az AGORA Szombathelyi Kulturális Központ, majd 2022. január 1-től az AGORA Savaria Kulturális és Médiaközpont Nonprofit Kft. tagintézménye.

## Az épület története és bemutatása
A Március 15. teret, ahol az épület jelenleg áll, 1948 előtt Színház térnek hívták. Korábban, 1913 és 1927 között a deszkákból épült Szombathelyi Nyári Színház állt ezen a helyen. A tér megtervezése és kiépítése 1955 és 1967 között zajlott.
A terv első elemeként a Művelődési és Sportház készült el. Építése 1960 és 1963 között zajlott. Az épület tervezője Károlyi Antal volt. (1965-ben adták át a szomszédos Megyei Rendelőintézet épületét, melynek tervezői Károlyi Antal és Ligeti Gizella voltak.) A Művelődési és Sportház tér felőli oldala két szintes, nagy üvegfelületekkel megbontott, lapostetős szárnyához ívesen csatlakozik a hátsó, magasabb, dongaboltozattal lezárt része. A népszerű intézményt a szombathelyiek MSH-nak vagy csak egyszerűen Sportháznak, régebben Sportpalotának hívták. 1963-ban nyitotta meg kapuit. 2007. július 1-től az AGORA Szombathelyi Kulturális Központ tagintézménye. Működése alatt többször volt nemzetközi és országos jelentőségű rendezvények helyszíne. Számos koncertnek, színházi eseménynek, sportversenynek, báloknak és gálaműsoroknak, iskolai, egyetemi, ünnepi rendezvénynek, városi nagyrendezvénynek ad otthont, de a galériáján kiállításokat is rendeznek.   
Az épület felújítására 2014 és 2015 között került sor, a rekonstrukció terveit Károlyi István, az épület tervezőjének fia készítette, a szcenika Szabó-Jilek Iván munkája. Az emeleten a galérián egy nagyméretű Isis-kultuszt ábrázoló monokróm kerámia dombormű (Benkő Ilona alkotása) volt látható. A felújítás során a műalkotást eltávolították.  
- Elérhetősége: 9700 Szombathely, Március 15. tér 5.

## Jellemzők
- Nagyterem: Színpada 120 m², deszka borítású, a fellépők számára 30 fős zenekari árok áll rendelkezésre. Színházi, operai és zenei előadások megtartására egyaránt alkalmas. A nagyterem nézőterének borítása parkett, befogadóképessége a rendezvényektől függ, maximális kapacitása 1350 fő.
- Előadóterem: 2 előadóterem található az épületben, mindkét helyiség alkalmas kisebb konferenciák, előadások, termékbemutatók, kézműves foglalkozások, oktatások, állófogadások lebonyolításához. Férőhely 50 illetve 30 fő.
- Kamaraterem: (felújításkor megszüntették) befogadóképessége kb. 300 fő, alkalmas kisebb színházi előadás, állfogadás, tárgyalás lebonyolításához.
- Galéria: a nagyszabású kiállítások helyszíne, 70-80 nagyméretű alkotás kihelyezésére alkalmas felület áll rendelkezésre.

## Fontosabb események
A lista nem teljes.
- Jelentősebb koncertek: Nazareth, Eddy Grant, John Mayall, King's Singers, Jack Bruce, Harlemi Énekegyüttes, Buena Vista Social Club, Omega, Bikini, LGT, Lord, EDDA, Republic, Neoton Familia, Dolly Roll, Koncz Zsuzsa, Zorán, Zámbó Jimmy, Presser Gábor, Demjén Rózsi, Cserháti Zsuzsa, Zorán, Cotton Club Singers, Fenyő Miklós, Magna Cum Laude, Ákos, Radics Gigi koncert.
- Magyar Állami Operaház, Nemzeti Színház, Madách Színház, József Attila Színház, Vidám Színpad, Karinthy Színház, Hallei Operatársulat, Grazi Opera, Állami Bábszínház, Szegedi Nemzeti Színház, Magyar Állami Népi Együttes, Mojszejev Együttes, Holland Állami Néptánc Színház, ExperiDance, Győri Balett, Szegedi Kortárs Balett, Szenegáli, Kazahsztáni, Doni kozák együttes, Kijevi balett fellépése.
- A Savaria Nemzetközi Táncverseny (Savaria International Dance Festival), amely Magyarország legkiemelkedőbb táncos rendezvénye, ami 1966 óta minden évben megrendezésre kerül.
- Nemzetközi Súlyemelő EB – Europe weightlifting Championship
- Akrobatikus rock and roll Magyar Bajnokság – Acrobatic Rock and Roll Hungarian Championship
- Savaria Kupa Nemzetközi Női Röplabda Torna – Savaria Cup International Women's Volleyball Tournament
- Nemzetek közötti ökölvívó mérkőzés – Transnational boxing match
- Szombathely középiskoláinak szalagavató bálja
- Városi rendezvények, gálaműsorok
- Korábbi kiállítások: A megye képzőművészeinek rendszeres őszi-, tavaszi tárlata; Pannonia Biennálé